# گلاموچ
گلاموچ (بوسنیایی: Glamoč) یک منطقهٔ مسکونی در بوسنی و هرزگوین است. گلاموچ ۱٬۰۳۳٫۶ کیلومتر مربع مساحت و ۳٬۸۶۰ نفر جمعیت دارد.